# Non è la fine (Lil Jolie)
Non è la fine è un singolo della cantautrice italiana Lil Jolie, pubblicato il 12 dicembre 2023 come secondo estratto dal secondo EP La vita non uccide.

## Descrizione
Il brano è scritto dalla stessa cantautrice con Daniele Razzicchia, in arte Winnideputa, il quale ha curato la produzione con Golden Years.

## Promozione
Il brano è stato presentato in anteprima nel corso della ventitreesima edizione del talent show Amici di Maria De Filippi.

## Tracce
Testi e musiche di Angela Ciancio e Daniele Razzicchia.
1. Non è la fine – 2:46

## Formazione
- Lil Jolie – voce
- Golden Years – produzione
- Daniele "Winnideputa" Razzicchia – produzione
- Jessie Germanò – masterizzazione, missaggio